# Lomas Athletic Club
El Lomas Athletic Club és un club de esportiu argentí de la ciutat de Lomas de Zamora.

## Història

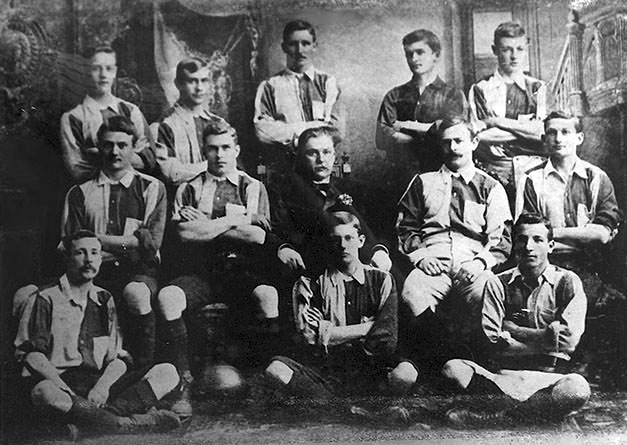
Equip de futbol, 1893.

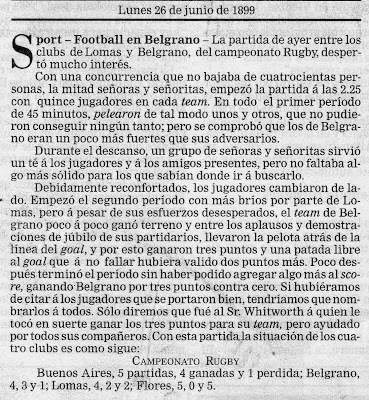
Crònica del partit Lomas vs Belgrano, publicat a La Nación el 1899.

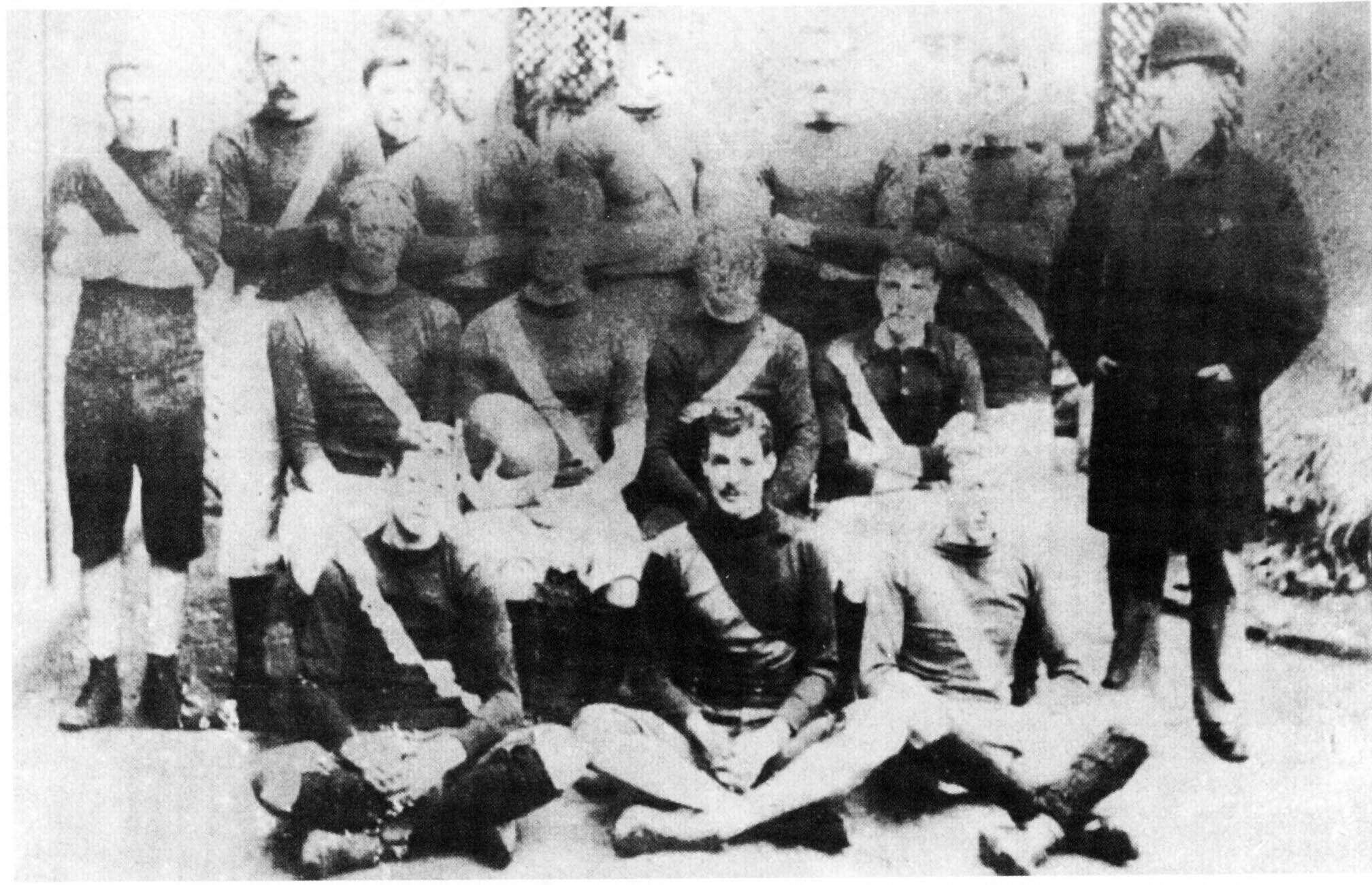
Equip de rugbi, primer campió en 1899.

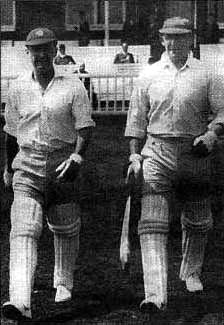
Equip de criquet, 1948-49.

És una de les entitats esportives més antigues de l'Argentina. El club va ser fundat per immigrants anglesos el 15 de març de 1891 amb el nom Lomas Academy Athletic Club. Dos anys més tard adoptà el nom Lomas Athletic Club.

### Rugbi
El primer partit de rugbi fou l'agost de 1891 davant Quilmes, guanyat per Lomas. És un dels quatre clubs que fundà el River Plate Rugby Championship (actual Unión Argentina de Rugby) el 1899, juntament amb Buenos Aires FC, Belgrano AC i Rosario AC. Aquest any guanyà el primer campionat de la Unión.

### Futbol
Durant els seus primers anys d'existència també practicà el futbol, guanyant cinc campionats argentins entre 1893 i 1898. El 1895, membres del Lomas Athletic crearen un club anomenat Lomas Academy que acabà segon en aquella temporada i campió la següent. L'equip fou desqualificat el 1909 i deixà de practicar aquest esport.

### Hoquei sobre herba
A partir dels anys 1930, la secció d'hoquei començà a ser predominant. El club ha guanyat 17 campionats Metropolitanos en categoria femenina fins a l'any 2006.

### Criquet
El primer partit de criquet es disputà l'any 1912 quan la selecció Argentina s'enfrontà al Marylebone Cricket Club d'Anglaterra. El club ha guanyat nombrosos campionats argentins.
Altres seccions són el golf, natació i tennis.

## Seus
Lomas disposa de les següents instal·lacions esportives:
- Arenales: Seu central, rugbi, hoquei herba, criquet, natació i tennis.
- Longchamps: Rugbi.[14]
- Ezeiza: Golf.

## Uniformes
Durant els primers anys vestia samarreta blava i blanca, passant més tard als actuals verd, daurat i vermell.
| Futbol 1891-1897 | Futbol 1893 | Futbol 1897-1909 | Rugbi | Hoquei |

## Palmarès

### Criquet
- Primera Divisió (21): 1897-98, 1899-00, 1901-02, 1917-18, 1922-23, 1947-48, 1948-49, 1951-52, 1962-63, 1964-65, 1972-73, 1977-78, 1978-79, 1979-80, 1990-91, 1994-95, 2000-01, 2002-03, 2003-04, 2009-10, 2012-13[16][17][18]

### Hoquei femení
- Metropolitano Primera Divisió (17): 1938, 1977, 1979, 1983, 1984, 1985, 1986, 1989, 1991, 1992, 1993, 1996, 1997, 2001, 2003, 2005, 2006

### Futbol
- Campionat argentí de futbol (5): 1893, 1894, 1895, 1897, 1898[19]

### Rugbi
- Torneig de la URBA (2): 1899, 1913